# Paul Wille
Paul André Maurits Wille (Eeklo, 16 juni 1949) is een Belgisch politicus voor de Open Vld.

## Opleiding
Paul Wille behaalde in 1971 het diploma van handelsingenieur aan de Katholieke Universiteit Leuven en werd beroepshalve zaakvoerder en bestuurder van vennootschappen.
Hij werd politiek actief voor de liberale PVV en werd in oktober 1970 op 21-jarige leeftijd verkozen tot gemeenteraadslid van Eeklo. Hij bekleedde deze functie tot eind 1976 en was van 2001 tot 2012 nogmaals gemeenteraadslid van de stad. In 1978 werd hij tevens verkozen tot provincieraadslid van Oost-Vlaanderen, een ambt dat hij uitoefende tot in 1999. Van 1987 tot 1999 was hij bestendig afgevaardigde van de provincie, bevoegd voor Economie, Begroting, Leefmilieu en Externe Betrekkingen.
Bij de tweede rechtstreekse Vlaamse verkiezingen van 13 juni 1999 werd hij verkozen in de kieskring Gent-Eeklo. Na de Vlaamse verkiezingen van 13 juni 2004 legde hij begin juli 2004 opnieuw de eed af als Vlaams volksvertegenwoordiger, nadat Guy Verhofstadt verzaakte aan zijn mandaat. Hij bleef lid van het Vlaams Parlement tot juni 2009. In het Vlaams Parlement zetelde Wille van 1999 tot 2004 in de commissies Leefmilieu, Natuurbehoud en Ruimtelijke Ordening en Institutionele en Bestuurlijke Hervorming en Ambtenarenzaken en van 2004 tot 2009 in de commissie Leefmilieu en Natuur, Landbouw, Visserij en Plattelandsbeleid en Ruimtelijke Ordening en Onroerend Erfgoed.
Tussen juli 1999 en juni 2009 werd hij door het Vlaams Parlement aangewezen als gemeenschapssenator en vervolgens was hij van juli 2009 tot juni 2010 gecoöpteerd senator. Van 2003 tot 2009 was hij Open Vld-fractieleider in de Belgische Senaat.
Van 2008 tot 2009 was hij ook ondervoorzitter en van 2009 tot 2010 voorzitter van de Belgische delegatie van de Parlementaire Vergadering van de Raad van Europa. Van dit parlement was hij van 2004 tot 2010 lid, alsook van de Assemblee van de West-Europese Unie. Van 1999 tot 2003 was hij ook plaatsvervangend lid van de Raadgevende Interparlementaire Beneluxraad.
In 2017 kwam Wille in opspraak als lobbyist voor Azerbeidzjan. Vanaf 2011 was hij bestuurder van de vzw Informatiebureau van Azerbeidzjan (OCAZ), dat actief lobbyde voor de belangen van dat land en tot doel had om informatie over Azerbeidzjan te verstrekken aan de Europese instellingen en de banden tussen de Europese landen en Azerbeidzjan op diverse aspecten te verbeteren. Ook stond de vzw ingeschreven in het register van lobbyisten en belangenvertegenwoordigers in het Europees Parlement. In nasleep van deze affaire nam Wille ontslag bij OCAZ.

### Opmerkelijke standpunten
- Paul Wille was een van de grootste voorstanders van euthanasie en mede-grondlegger van de Belgische euthanasiewet.
- Paul Wille was een koele minnaar van de millenniumdoelstellingen die de wereldwijde armoede dienden uit te bannen.
- Paul Wille bond samen met senator Margriet Hermans de strijd aan met de zogenaamde aasgierfondsen.
- Paul Wille stelde dat de senatoriële begeleidingscommissie en dus niet langer het Comité I moest bepalen wat naar buiten kan gebracht worden inzake de controle op de staatsveiligheid.
- Paul Wille was voorstander van het invoeren van drugstest en dit in het kader van volksgezondheid

### Voorstellen die wet zijn geworden
- Wetsvoorstel tot wijziging van artikel 66 van de provinciewet en tot invoeging van een artikel 242bis in de nieuwe gemeentewet, inzake het beleidsprogramma.
- Wetsvoorstel tot wijziging van de wet van 23 maart 1989 betreffende de verkiezing van het Europese Parlement.
- Herziening van artikel 67 van de Grondwet.
- Wetsvoorstel tot regeling van de bekendmaking in het Duits van de wetten en de koninklijke en ministeriële besluiten afkomstig van de federale overheid en tot wijziging van de wet van 31 mei 1961 betreffende het gebruik der talen in wetgevingszaken.
- Wetsvoorstel tot wijziging van artikel 40 van de wetten op het gebruik van de talen in bestuurszaken, gecoördineerd op 18 juli.
- Wetsvoorstel dat ertoe strekt de inbeslagneming of de overdracht te verhinderen van overheidsgeld bestemd voor de internationale samenwerking, met name via de techniek van de aasgierfondsen.

## Eretekens
- 1987: Ridder in de Kroonorde.
- 1985: Ridder in de Leopoldsorde.
- 2007: Officier in de Leopoldsorde.